# Culex sinensis
Culex sinensis är en tvåvingeart som beskrevs av Theobald 1903. Culex sinensis ingår i släktet Culex och familjen stickmyggor. Inga underarter finns listade i Catalogue of Life.